# 法明頓 (新墨西哥州)
法明頓（英語：Farmington）是一個位於美國新墨西哥州聖胡安縣的城市。

## 人口
根據2020年美國人口普查的數據，法明頓的面積為90.51平方千米，當中陸地面積為89.25平方千米，而水域面積為1.26平方千米。當地共有人口46624人，而人口密度為每平方千米515人。